# Emilio Canzi
Emilio Canzi (Piacenza, 14 marzo 1893 – Piacenza, 17 novembre 1945) è stato un partigiano italiano.
Anarchico e combattente antifascista nella Guerra di Spagna, fu comandante unico della XIII Zona operativa, zona relativa all'Appennino Tosco-Emiliano

## Biografia
Abbandonati presto gli studi per lavorare come commesso in un negozio d'abbigliamento, nel 1913 fu richiamato alle armi, aggregato al 12º Reggimento bersaglieri e inviato in Libia. Nell'esercito raggiungerà il grado di sergente poi, nel 1916, è fatto rimpatriare per questioni di salute. Ripresosi, Canzi è inviato in zona di guerra e partecipa alla battaglia di Vittorio Veneto.
Assunto come impiegato nell'Officina automobilistica del Regio esercito, partecipa attivamente alle agitazioni del primo dopoguerra, aderendo al movimento anarchico. Nel 1921 è istruttore e capo degli Arditi del popolo piacentini, inquadrati nel "Battaglione Cantarana". Era stimato a tal punto tra i militanti antifascisti del "Battaglione Cantarana" che, quando dichiarò di essere anarchico, anche i compagni socialisti e comunisti lo salutarono con un Viva Canzi. Indiziato per l'omicidio di un fascista avvenuto nel giugno 1922, si trasferì prima a Roma e poi espatriò in Francia. Qui nel 1924 partecipa al movimento delle Legioni Garibaldine, continuando a aderirvi anche dopo la fuoriuscita di buona parte del movimento libertario.
Il 9 agosto 1927 rientrò a Piacenza e in settembre è arrestato a Crespellano, in provincia di Bologna. Durante la sua permanenza a Piacenza riprende i contatti con i vecchi compagni rimasti. Di conseguenza la polizia fascista gli sequestra il passaporto. Dopo alcuni tentativi, andati a vuoto, fatti per recuperare il documento, Canzi espatria clandestinamente nell'aprile del 1928.
Raggiunta nuovamente la Francia si stabilì nel sobborgo parigino di Saint-Cloud. Qui riprese a frequentare gli ambienti dei fuoriusciti politici italiani aderendo alla sezione dell'Unione comunista anarchica dei profughi italiani e, nell'ottobre del 1933, al Comitato anarchico pro vittime politiche di Parigi, dove emerge ben presto come figura di riferimento.
Nel 1935 è tra i protagonisti della mobilitazione contro le espulsioni dei militanti anarchici dalla Francia e per il diritto d'asilo, e partecipa alle iniziative contro la guerra d'Etiopia. Nel settembre 1936 entra in Spagna, dove nel frattempo è scoppiata la guerra civile. Si unisce alla Colonna Italiana della Colonna Ascaso, operante in Aragona. La Colonna Italiana era comandata da Giuseppe Bifolchi, ed era presente la 29ª Divisione (prima denominata Colonna Lenin del POUM). Fra i combattenti italiani vi erano Etrusco Benci, Pietro Fancelli, Mario Traverso, Giuseppe Fusero, Pasquale Fioravanti, Camillo Lanzilotta (nome di battaglia Lancillotto o Nathan).Partecipa a tutti i principali combattimenti, assumendo il comando di una sezione della Colonna. Nel maggio 1937 Canzi è a Barcellona; dopo i tragici scontri nella capitale catalana, decide di rimanere comunque a combattere, passando nelle Brigate internazionali. Venne quindi messo a comando della 36ª brigata che opera nella zona di Huesca. Qui rimane ferito il 16 giugno. Rientrato a Parigi in settembre, si impegna subito nel Comitato anarchico pro-Spagna, occupandosi dei soccorsi agli ex combattenti della Colonna italiana.
Arrestato dalla polizia nazista il 26 ottobre 1940, dopo tre mesi trascorsi in carcere a Parigi e a Treviri, è inviato nel campo di concentramento nei pressi della cittadina tedesca di Hinzert-Pölert. Nel marzo 1942 è tradotto in Italia, dove è condannato a cinque anni di confino, e trasferito nell'isola di Ventotene. Alla caduta del fascismo come tanti altri anarchici Canzi non è liberato ma inviato nel campo di internamento di Renicci di Anghiari (AR), da cui riesce a fuggire solo dopo l'8 settembre 1943. Appena arrivato a Piacenza salì in montagna, a Peli di Coli, dove si adoperò per la costituzione della prima formazione partigiana della provincia. Partecipa pure alla costituzione del CLN provinciale. In dicembre la formazione partigiana si sbanda a seguito di un rastrellamento. Nonostante i rischi Canzi continuò l'attività partigiana, partecipando a diverse riunioni tra Piacenza, Milano e Parma. Di ritorno da quest'ultima città è arrestato dai fascisti il 14 febbraio 1944, ma è liberato in maggio grazie a uno scambio di prigionieri.
Nelle settimane successive riceve l'incarico dal Comitato di Liberazione Nazionale Alta Italia di unificare le formazioni partigiane in un Comando unico, che si costituisce in agosto. Canzi diviene così comandante della XIII zona, con il nome di battaglia di "Ezio Franchi".
A seguito della seconda fase del rastrellamento invernale, che colpisce pesantemente le formazioni piacentine, si apre una grave crisi nel Comando unico tra chi sostiene la necessità dell'apoliticità delle formazioni, o di chi invece vuole operare per la loro politicizzazione. Il mantenimento di un equilibrio tra le diverse componenti politiche della Resistenza locale è un problema rilevante nel piacentino, una terra dove le formazioni moderate o badogliane sono maggioranza mentre quelle garibaldine, al contrario di altre province vicine, sono poche o quasi irrilevanti. Il ruolo di Canzi è messo in discussione proprio dai comunisti che lo additano come il punto debole del Comando, dal momento che egli non rappresenta alcuna forza politica organizzata. Il PCI tenta in più di un'occasione di prendere il controllo del comando generale, trovando persino – a pochi giorni dalla Liberazione – il sostegno della missione inglese, favorevole alla sostituzione di Canzi.
Il 20 aprile 1945 un gruppo di partigiani sovietici, guidato da ufficiali garibaldini, arrestano Canzi e i suoi sottoposti. Liberato da un altro reparto partigiano facente capo a Giustizia e Libertà., e partecipa come “semplice partigiano” ai combattimenti per la liberazione di Piacenza. Dopo la Liberazione, nonostante le forti tensioni tra i partiti antifascisti, è eletto prima segretario e poi presidente dell'ANPI provinciale e rappresentante unico dei partigiani nel CLN provinciale. È poi reintegrato nel suo ruolo di comandante unico, con il grado di colonnello.
Nei mesi dell'immediato dopoguerra Canzi s'adoperò per assistere gli ex-partigiani. Riprese inoltre a militare nel movimento anarchico partecipando al convegno interregionale di Milano della Federazione comunista libertaria del luglio 1945 e al congresso di Carrara della FAI nel settembre dello stesso anno.
Investito da una camionetta dell'esercito inglese il 2 ottobre, dopo essergli stata amputata una gamba, morì per una broncopolmonite all'ospedale di Piacenza il 17 novembre successivo.Il giorno dei funerali, il Provveditorato agli Studi di Piacenza chiuse le scuole per permettere la partecipazione alla cerimonia ed il tribunale restò chiuso per lutto cittadino. Fra i messaggi di cordoglio, quelli del Presidente del Consiglio Ferruccio Parri e del vicesegretario del PSI Sandro Pertini. Per gli anarchici era invece presente Alfonso Failla, che assieme a Canzi aveva partecipato poche settimane prima al congresso di Carrara. Fu sepolto a Peli di Coli.

### Omaggi
Il comune di Piacenza gli ha dedicato una strada nel quartiere Galleana. A Peli di Coli, davanti alla chiesa di San Medardo, è stato eretto un monumento a Canzi.